# X Tour
x Tour là chuyến lưu diễn toàn thế giới thứ hai của ca sĩ-nhạc sĩ người Anh Ed Sheeran để quảng bá cho album thứ hai của anh x. Chuyến lưu diễn bắt đầu tại Osaka, Nhật Bản vào ngày 6 tháng 8 năm 2014 và đi qua châu Âu, châu Mỹ, châu Úc và châu Á cho tới tháng 12 năm 2015 khi tour diễn kết thúc tại New Zealand. Đến nay Ed Sheeran đã lên lịch cho 179 buổi diễn. Vào tháng 6/2015, ca sĩ này thông báo rằng ba buổi diễn từ 10-12 tháng 7 năm 2015 trên sân Wembley sẽ được quay và dựng thành một bộ phim tài liệu.

## Bối cảnh
Năm 2013, Ed Sheeran tham gia biểu diễn trong Red Tour của Taylor Swift tại Bắc Mỹ. Anh bắt đầu thu âm cho album phòng thu thứ hai, x trong tour diễn này. Album được mở màn bằng đĩa đơn"Sing". Bài hát đã đạt được vị trí số 1 tại Vương quốc Anh. Sheeran biểu diễn tại khá nhiều lễ hội trong năm 2014, bao gồm Glastonbury Festival, T in the Park và Southside Festival. Vào ngày 14/4/2014, sau màn trình diễn trên Saturday Night Live, Sheeran xác nhận về tour diễn đầu tiên của anh tại Bắc Mỹ. Từ điểm bắt đầu là Seattle, tour diễn 15 ngày sẽ đi vòng quanh Bắc Mỹ. Ba buổi diễn được thêm vào tour diễn nhờ nhu cầu xem gia tăng (một buổi tại SAP Center, San Jose và tại Trung tâm Staples, Los Angeles).

## Danh sách bài hát
Đây là danh sách bài hát của buổi diễn ngày 27/8/2014 và không đại diện cho tất cả các buổi của chuyến lưu diễn.
1. "I'm a Mess"
2. "Lego House"
3. "Don't"
4. "Drunk"
5. "Take It Back"
6. "One"
7. "Bloodstream"
8. "Tenerife Sea"
9. "Afire Love"
10. "Runaway"
11. "Thinking Out Loud"
12. "Give Me Love"
13. "I See Fire"

Encore
1. "You Need Me, I Don't Need You"
2. "The A Team"
3. "Chasing Cars"
4. "Sing"

## Các buổi diễn
| Ngày       | Thành phố           | Quốc gia                             | Địa điểm                                      | Số khán giả           | Doanh thu   |
| Châu Á     | Châu Á              | Châu Á                               | Châu Á                                        | Châu Á                | Châu Á      |
| ---------- | ------------------- | ------------------------------------ | --------------------------------------------- | --------------------- | ----------- |
| 6/8/2014   | Osaka               | Nhật Bản                             | Big Cat                                       | —                     | —           |
| 8/8/2014   | Tokyo               | Nhật Bản                             | Studio Coast                                  | —                     | —           |
| Châu Âu    |                     |                                      |                                               |                       |             |
| 15/8/2014  | Hasselt             | Bỉ                                   | Kiewit                                        | —                     | —           |
| 16/8/2014  | Chelmsford          | Anh                                  | Hylands Park                                  | —                     | —           |
| 17/8/2014  | Weston-under-Lizard | Anh                                  | Weston Park                                   | —                     | —           |
| Bắc Mỹ     |                     |                                      |                                               |                       |             |
| 21/8/2014  | Seattle             | Hoa Kỳ                               | WaMu Theater                                  | 7.200 / 7.200         | $404.362    |
| 23/8/2014  | Vancouver           | Canada                               | Ambleside Park                                | 10.768 / 10.768       | $565.895    |
| 26/8/2014  | San Jose            | Hoa Kỳ                               | SAP Center                                    | 7.485 / 7.485         | $423.475    |
| 27/8/2014  | Los Angeles         | Hoa Kỳ                               | Trung tâm Staples                             | —                     | —           |
| 29/8/2014  | Las Vegas           | Hoa Kỳ                               | The Chelsea                                   | 6.000 / 6.000         | $237.415    |
| 30/8/2014  | Las Vegas           | Hoa Kỳ                               | The Chelsea                                   | 6.000 / 6.000         | $237.415    |
| 31/8/2014  | Glendale            | Hoa Kỳ                               | Gila River Arena                              | 8.918 / 8.918         | $329.272    |
| 3/9/2014   | Kansas City         | Hoa Kỳ                               | Sprint Center                                 | 5.514 / 5.514         | $285.408    |
| 4/9/2014   | Cleveland           | Hoa Kỳ                               | Wolstein Center                               | 5.139 / 5.139         | $272.367    |
| 6/9/2014   | Columbia            | Hoa Kỳ                               | Merriweather Post Pavilion                    | 11.563 / 11.563       | $507.170    |
| 8/9/2014   | Philadelphia        | Hoa Kỳ                               | Wells Fargo Center                            | 10.723 / 10.723       | $523.115    |
| 9/9/2014   | Mansfield           | Hoa Kỳ                               | Xfinity Center                                | 10.808 / 10.808       | $545.623    |
| 11/9/2014  | Charlotte           | Hoa Kỳ                               | Time Warner Cable Arena                       | 6.533 / 6.533         | $314.548    |
| 12/9/2014  | Duluth              | Hoa Kỳ                               | The Arena tại Trung tâm Gwinnett              | 9.276 / 9.276         | $475.402    |
| 13/9/2014  | Nashville           | Hoa Kỳ                               | Bridgestone Arena                             | 10.231 / 10.231       | $569.296    |
| 15/9/2014  | Minneapolis         | Hoa Kỳ                               | Target Center                                 | 7.369 / 7.369         | $413.428    |
| 16/9/2014  | Rosemont            | Hoa Kỳ                               | Allstate Arena                                | 10.532 / 10.532       | $532.328    |
| 17/9/2014  | Auburn Hills        | Hoa Kỳ                               | The Palace of Auburn Hills                    | 6.419 / 6.419         | $340.873    |
| 18/9/2014  | Toronto             | Canada                               | Air Canada Centre                             | 14.156 / 14.156       | $767.910    |
| 20/9/2014  | Las Vegas           | Hoa Kỳ                               | MGM Grand Garden Arena                        | —                     | —           |
| Châu Âu    |                     |                                      |                                               |                       |             |
| 29/9/2014  | Luân Đôn            | Anh                                  | The Roundhouse                                | —                     | —           |
| 3/10/2014  | Dublin              | Ireland                              | 3Arena                                        | —                     | —           |
| 4/10/2014  | Dublin              | Ireland                              | 3Arena                                        | —                     | —           |
| 5/10/2014  | Dublin              | Ireland                              | 3Arena                                        | —                     | —           |
| 6/10/2014  | Dublin              | Ireland                              | 3Arena                                        | —                     | —           |
| 8/10/2014  | Belfast             | Bắc Ireland                          | Odyssey Arena                                 | —                     | —           |
| 9/10/2014  | Belfast             | Bắc Ireland                          | Odyssey Arena                                 | —                     | —           |
| 11/10/2014 | Leeds               | Anh                                  | First Direct Arena                            | —                     | —           |
| 12/10/2014 | Luân Đôn            | Anh                                  | The O2 Arena                                  | 68.748 / 70.489       | $4.011.080  |
| 13/10/2014 | Luân Đôn            | Anh                                  | The O2 Arena                                  | 68.748 / 70.489       | $4.011.080  |
| 14/10/2014 | Luân Đôn            | Anh                                  | The O2 Arena                                  | 68.748 / 70.489       | $4.011.080  |
| 15/10/2014 | Luân Đôn            | Anh                                  | The O2 Arena                                  | 68.748 / 70.489       | $4.011.080  |
| 19/10/2014 | Birmingham          | Anh                                  | LG Arena                                      | —                     | —           |
| 20/10/2014 | Birmingham          | Anh                                  | LG Arena                                      | —                     | —           |
| 22/10/2014 | Nottingham          | Anh                                  | Capital FM Arena                              | —                     | —           |
| 23/10/2014 | Nottingham          | Anh                                  | Capital FM Arena                              | —                     | —           |
| 25/10/2014 | Newcastle           | Anh                                  | Metro Radio Arena                             | —                     | —           |
| 27/10/2014 | Manchester          | Anh                                  | Phones 4u Arena                               | 32.303 / 32.610       | $1.688.860  |
| 28/10/2014 | Manchester          | Anh                                  | Phones 4u Arena                               | 32.303 / 32.610       | $1.688.860  |
| 30/10/2014 | Glasgow             | Scotland                             | SSE Hydro                                     | —                     | —           |
| 31/10/2014 | Glasgow             | Scotland                             | SSE Hydro                                     | —                     | —           |
| 3/11/2014  | Amsterdam           | Hà Lan                               | Ziggo Dome                                    | —                     | —           |
| 4/11/2014  | Brussels            | Bỉ                                   | Forest National                               | 8.000 / 8.400         | $299.784    |
| 5/11/2014  | Düsseldorf          | Đức                                  | ISS Dome                                      | 11.820 / 11.820       | $414.299    |
| 6/11/2014  | Hamburg             | Đức                                  | O2 World Hamburg                              | 12.121 / 12.303       | $395,006    |
| 11/11/2014 | Copenhagen          | Đan Mạch                             | Forum Copenhagen                              | —                     | —           |
| 12/11/2014 | Stockholm           | Thụy Điển                            | Ericsson Globe                                | 13,994 / 13,994       | $604,594    |
| 14/11/2014 | Berlin              | Đức                                  | Hội trường Max Schmeling                      | 8.969 / 8.969         | $313.251    |
| 15/11/2014 | Stuttgart           | Đức                                  | Porsche-Arena                                 | 6.283 / 6.283         | $226.940    |
| 17/11/2014 | Munich              | Đức                                  | Olympiahalle                                  | 12.084 / 12.084       | $480.936    |
| 18/11/2014 | Frankfurt           | Đức                                  | Festhalle                                     | 11.739 / 11.739       | $411.033    |
| 19/11/2014 | Zürich              | Thụy Sĩ                              | Maag Halle                                    | —                     | —           |
| 20/11/2014 | Milan               | Ý                                    | Alcatraz                                      | —                     | —           |
| 22/11/2014 | Villeurbanne        | Pháp                                 | Le Transbordeur                               | —                     | —           |
| 24/11/2014 | Barcelona           | Tây Ban Nha                          | Palau Sant Jordi                              | —                     | —           |
| 25/11/2014 | Madrid              | Tây Ban Nha                          | Barclaycard Center                            | —                     | —           |
| 27/11/2014 | Paris               | Pháp                                 | Le Bataclan                                   | —                     | —           |
| 28/11/2014 | Newcastle           | Anh                                  | Metro Radio Arena                             | —                     | —           |
| 29/11/2014 | Birmingham          | Anh                                  | LG Arena                                      | —                     | —           |
| Bắc Mỹ     |                     |                                      |                                               |                       |             |
| 4/12/2014  | San Francisco       | Hoa Kỳ                               | Nob Hill Masonic Center                       | —                     | —           |
| Châu Âu    |                     |                                      |                                               |                       |             |
| 7/12/2014  | Luân Đôn            | Anh                                  | O2 Arena                                      | —                     | —           |
| 15/12/2014 | Zugspitze           | Đức                                  | Panorama Lounge                               | —                     | —           |
| 22/1/2015  | Luân Đôn            | Anh                                  | Broadcasting House                            | —                     | —           |
| 26/1/2015  | Roma                | Ý                                    | PalaLottomatica                               | —                     | —           |
| 27/1/2015  | Milan               | Ý                                    | Mediolanum Forum                              | —                     | —           |
| 28/1/2015  | Zürich              | Thụy Sĩ                              | Hallenstadion                                 | 13.000 / 13.000       | $892.945    |
| 30/1/2015  | Amnéville           | Pháp                                 | Galaxie Amnéville                             | —                     | —           |
| 1/2/2015   | Clermont-Ferrand    | Pháp                                 | Zénith de Clermont-Ferrand                    | —                     | —           |
| 2/2/2015   | Paris               | Pháp                                 | Zénith Paris                                  | —                     | —           |
| 3/2/2015   | Nantes              | Pháp                                 | Zénith de Nantes                              | —                     | —           |
| 12/2/2015  | Praha               | Cộng hòa Séc                         | Tipsport Arena                                | —                     | —           |
| 13/2/2015  | Warsaw              | Ba Lan                               | Torwar Hall                                   | —                     | —           |
| 15/2/2015  | Vilnius             | Litva                                | Siemens Arena                                 | —                     | —           |
| 16/2/2015  | Riga                | Latvia                               | Riga Arena                                    | —                     | —           |
| 17/2/2015  | Tallinn             | Estonia                              | Saku Suurhall                                 | —                     | —           |
| Châu Á     |                     |                                      |                                               |                       |             |
| 27/2/2015  | Muscat              | Oman                                 | Shangri-La's Barr Al Jissah                   | —                     | —           |
| 1/3/2015   | Mumbai              | Ấn Độ                                | Trường đua Mahalaxmi                          | —                     | —           |
| 3/3/2015   | Doha                | Qatar                                | Trung tâm Hội nghị Quốc gia Qatar             | —                     | —           |
| 5/3/2015   | Dubai               | Các Tiểu vương quốc Ả Rập Thống nhất | Dubai Media City                              | —                     | —           |
| 7/3/2015   | Thượng Hải          | Trung Quốc                           | Mercedes-Benz Arena                           | 7.160 / 7.160         | $610.589    |
| 8/3/2015   | Seoul               | Hàn Quốc                             | Nhà thi đấu bóng ném Olympic SK               | 3.296 / 3.977         | $402.518    |
| 10/3/2015  | Hồng Kông           | Hồng Kông                            | AsiaWorld-Expo                                | 7.869 / 7.869         | $678.550    |
| 12/3/2015  | Manila              | Philippines                          | Mall of Asia Arena                            | 10.408 / 10.408       | $979.927    |
| 14/3/2015  | Singapore           | Singapore                            | Star Theatre                                  | 4.985 / 4.985         | $462.931    |
| 16/3/2015  | Kuala Lumpur        | Malaysia                             | Plenary Hall                                  | 4.694 / 4.694         | $377.910    |
| Châu Úc    |                     |                                      |                                               |                       |             |
| 20/3/2015  | Brisbane            | Úc                                   | Riverstage                                    | 27.928 / 27.928       | $1.783.370  |
| 21/3/2015  | Brisbane            | Úc                                   | Riverstage                                    | 27.928 / 27.928       | $1.783.370  |
| 22/3/2015  | Brisbane            | Úc                                   | Riverstage                                    | 27.928 / 27.928       | $1.783.370  |
| 24/3/2015  | Sydney              | Úc                                   | Qantas Credit Union Arena                     | 36.545 / 36.545       | $2.519.210  |
| 25/3/2015  | Sydney              | Úc                                   | Qantas Credit Union Arena                     | 36.545 / 36.545       | $2.519.210  |
| 26/3/2015  | Sydney              | Úc                                   | Qantas Credit Union Arena                     | 36.545 / 36.545       | $2.519.210  |
| 28/3/2015  | Melbourne           | Úc                                   | Rod Laver Arena                               | 40.108 / 40.108       | $2.547.170  |
| 29/3/2015  | Melbourne           | Úc                                   | Rod Laver Arena                               | 40.108 / 40.108       | $2.547.170  |
| 30/3/2015  | Melbourne           | Úc                                   | Rod Laver Arena                               | 40.108 / 40.108       | $2.547.170  |
| 1/4/2015   | Adelaide            | Úc                                   | Adelaide Entertainment Centre                 | 18.318 / 18.318       | $1.159.190  |
| 2/4/2015   | Adelaide            | Úc                                   | Adelaide Entertainment Centre                 | 18.318 / 18.318       | $1.159.190  |
| 4/4/2015   | Perth               | Úc                                   | Perth Arena                                   | 29.692 / 29.692       | $1.964.960  |
| 5/4/2015   | Perth               | Úc                                   | Perth Arena                                   | 29.692 / 29.692       | $1.964.960  |
| 8/4/2015   | Christchurch        | New Zealand                          | Horncastle Arena                              | —                     | —           |
| 10/4/2015  | Wellington          | New Zealand                          | TSB Bank Arena                                | —                     | —           |
| 11/4/2015  | Auckland            | New Zealand                          | Vector Arena                                  | —                     | —           |
| 12/4/2015  | Auckland            | New Zealand                          | Vector Arena                                  | —                     | —           |
| Nam Mỹ     |                     |                                      |                                               |                       |             |
| 19/4/2015  | Bogotá              | Colombia                             | C.C Bima Gran Carpa                           | 6.630 / 6.630         | $521.902    |
| 21/4/2015  | Lima                | Peru                                 | Jockey Club del Perú                          | 11.649 / 11.649       | $820.792    |
| 23/4/2015  | Santiago            | Chile                                | Sân vận động Quốc gia Julio Martínez Prádanos | 14.797 / 14.797       | $770.746    |
| 25/4/2015  | Buenos Aires        | Argentina                            | Sân vận động Luna Park                        | 15.884 / 15.884       | $961.749    |
| 26/4/2015  | Buenos Aires        | Argentina                            | Sân vận động Luna Park                        | 15.884 / 15.884       | $961.749    |
| 28/4/2015  | São Paulo           | Brazil                               | Espaço das Américas                           | 14.823 / 14.823       | $912.765    |
| 29/4/2015  | São Paulo           | Brazil                               | Espaço das Américas                           | 14.823 / 14.823       | $912.765    |
| 30/4/2015  | Rio de Janeiro      | Brazil                               | HSBC Arena                                    | 11.245 / 11.245       | $739.028    |
| Bắc Mỹ     |                     |                                      |                                               |                       |             |
| 2/5/2015   | New Orleans         | Hoa Kỳ                               | Trường đua Fair Grounds                       | 10.500 / 10.500       | $800.500    |
| 3/5/2015   | Memphis             | Hoa Kỳ                               | Tom Lee Park                                  | —                     | —           |
| 6/5/2015   | Austin              | Hoa Kỳ                               | Frank Erwin Center                            | 11.593 / 11.951       | $683.306    |
| 7/5/2015   | Grand Prairie       | Hoa Kỳ                               | Verizon Theatre at Grand Prairie              | 8.600 / 8.600         | $700.500    |
| 9/5/2015   | Tulsa               | Hoa Kỳ                               | BOK Center                                    | 15.500 / 15.500       | $1.500.600  |
| 10/5/2015  | St. Louis           | Hoa Kỳ                               | Scottrade Center                              | —                     | —           |
| 12/5/2015  | Pittsburgh          | Hoa Kỳ                               | Consol Energy Center                          | 13.389 / 13.389       | $754.355    |
| 13/5/2015  | Albany              | Hoa Kỳ                               | Times Union Center                            | 11.022 / 12.935       | $654.538    |
| 19/5/2015  | Salt Lake City      | Hoa Kỳ                               | EnergySolutions Arena                         | —                     | —           |
| 23/5/2015  | Uncasville          | Hoa Kỳ                               | Mohegan Sun Arena                             | 7.090 / 7.090         | $464.890    |
| 24/5/2015  | Bangor              | Hoa Kỳ                               | Darling's Waterfront Pavilion                 | —                     | —           |
| 26/5/2015  | Philadelphia        | Hoa Kỳ                               | Mann Center                                   | —                     | —           |
| 28/5/2015  | Forrest Hills       | Hoa Kỳ                               | West Side Tennis Club                         | —                     | —           |
| 29/5/2015  | Forrest Hills       | Hoa Kỳ                               | West Side Tennis Club                         | —                     | —           |
| 30/5/2015  | Newark              | Hoa Kỳ                               | Trung tâm Prudential                          | —                     | —           |
| 31/5/2015  | Brooklyn            | Hoa Kỳ                               | Barclays Center                               | 14.341 / 14.341       | $1.083.905  |
| 2/6/2015   | Montreal            | Canada                               | Bell Centre                                   | —                     | —           |
| 3/6/2015   | Ottawa              | Canada                               | Canadian Tire Centre                          | —                     | —           |
| 5/6/2015   | London              | Canada                               | Budweiser Gardens                             | 9.003 / 9.003         | $542.962    |
| 6/6/2015   | Toronto             | Canada                               | Air Canada Centre                             | 14.278 / 14.278       | $798.615    |
| 7/6/2015   | Hopewell            | Hoa Kỳ                               | CMAC                                          | —                     | —           |
| 9/6/2015   | Des Moines          | Hoa Kỳ                               | Wells Fargo Arena                             | —                     | —           |
| 10/6/2015  | Sioux Falls         | Hoa Kỳ                               | Denny Sanford Premier Center                  | 10.657 / 10.657       | $625.543    |
| 12/6/2015  | Winnipeg            | Canada                               | MTS Centre                                    | —                     | —           |
| 13/6/2015  | Regina              | Canada                               | Brandt Centre                                 | —                     | —           |
| 14/6/2015  | Edmonton            | Canada                               | Rexall Place                                  | —                     | —           |
| 16/6/2015  | Saskatoon           | Canada                               | SaskTel Centre                                | —                     | —           |
| 17/6/2015  | Calgary             | Canada                               | Scotiabank Saddledome                         | —                     | —           |
| 19/6/2015  | Vancouver           | Canada                               | Rogers Arena                                  | —                     | —           |
| 20/6/2015  | Portland            | Hoa Kỳ                               | Moda Center                                   | —                     | —           |
| 23/6/2015  | San Diego           | Hoa Kỳ                               | Valley View Casino Center                     | —                     | —           |
| 24/6/2015  | Los Angeles         | Hoa Kỳ                               | Hollywood Bowl                                | —                     | —           |
| 25/6/2015  | Los Angeles         | Hoa Kỳ                               | Hollywood Bowl                                | —                     | —           |
| 26/6/2015  | Berkeley            | Hoa Kỳ                               | Hearst Greek Theatre                          | —                     | —           |
| 29/6/2015  | Morrison            | Hoa Kỳ                               | Red Rocks Amphitheatre                        | —                     | —           |
| 30/6/2015  | Morrison            | Hoa Kỳ                               | Red Rocks Amphitheatre                        | —                     | —           |
| 2/7/2015   | Noblesville         | Hoa Kỳ                               | Klipsch Music Center                          | —                     | —           |
| 3/7/2015   | Milwaukee           | Hoa Kỳ                               | Marcus Amphitheater                           | —                     | —           |
| Châu Âu    |                     |                                      |                                               |                       |             |
| 10/7/2015  | Luân Đôn            | Anh                                  | Sân vận động Wembley                          | —                     | —           |
| 11/7/2015  | Luân Đôn            | Anh                                  | Sân vận động Wembley                          | —                     | —           |
| 12/7/2015  | Luân Đôn            | Anh                                  | Sân vận động Wembley                          | —                     | —           |
| 24/7/2015  | Dublin              | Ireland                              | Croke Park                                    | 162.208/162.208       | $11.590.800 |
| 25/7/2015  | Dublin              | Ireland                              | Croke Park                                    | 162.208/162.208       | $11.590.800 |
| Bắc Mỹ     |                     |                                      |                                               |                       |             |
| 3/9/2015   | Houston             | Hoa Kỳ                               | Sân vận động BBVA Compass                     | —                     | —           |
| 5/9/2015   | Frisco              | Hoa Kỳ                               | Sân vận động Toyota                           | —                     | —           |
| 8/9/2015   | Orlando             | Hoa Kỳ                               | Amway Center                                  | 13.638 / 13.638       | $898.415    |
| 9/9/2015   | Miami               | Hoa Kỳ                               | American Airlines Arena                       | —                     | —           |
| 10/9/2015  | Tampa               | Hoa Kỳ                               | Amalie Arena                                  | 12.598 / 12.598       | $747.953    |
| 12/9/2015  | Atlanta             | Hoa Kỳ                               | Philips Arena                                 | 13.551 / 13.551       | $834.508    |
| 13/9/2015  | Nashville           | Hoa Kỳ                               | Bridgestone Arena                             | 15.754 / 15.754       | $905.096    |
| 15/9/2015  | St. Paul            | Hoa Kỳ                               | Xcel Energy Center                            | —                     | —           |
| 16/9/2015  | Tinley Park         | Hoa Kỳ                               | Hollywood Casino Amphitheatre                 | —                     | —           |
| 17/9/2015  | Cincinnati          | Hoa Kỳ                               | Riverbend Music Center                        | —                     | —           |
| 18/9/2015  | Cuyahoga Falls      | Hoa Kỳ                               | Blossom Music Center                          | —                     | —           |
| 20/9/2015  | Toronto             | Canada                               | Air Canada Centre                             | —                     | —           |
| 22/9/2015  | Washington, D.C.    | Hoa Kỳ                               | Verizon Center                                | 23.484 / 23.484       | $1.464.570  |
| 23/9/2015  | Washington, D.C.    | Hoa Kỳ                               | Verizon Center                                | 23.484 / 23.484       | $1.464.570  |
| 25/9/2015  | Foxborough          | Hoa Kỳ                               | Sân vận động Gillette                         | —                     | —           |
| Châu Úc    |                     |                                      |                                               |                       |             |
| 28/11/2015 | Brisbane            | Úc                                   | Sân vận động Suncorp                          | —                     | —           |
| 2/12/2015  | Perth               | Úc                                   | HBF Park                                      | —                     | —           |
| 5/12/2015  | Melbourne           | Úc                                   | AAMI Park                                     | —                     | —           |
| 6/12/2015  | Melbourne           | Úc                                   | AAMI Park                                     | —                     | —           |
| 9/12/2015  | Sydney              | Úc                                   | Sân vận động bóng đá Sydney                   | —                     | —           |
| 12/12/2015 | Auckland            | New Zealand                          | Sân vận động Mount Smart                      | —                     | —           |
| Tổng       | Tổng                | Tổng                                 | Tổng                                          | 1.044.246 / 1.050.828 | 60.509.008$ |